# Wahnstimmung
Wahnstimmung  (englisch delusional mood) ist ein psychopathologisches Syndrom. Gemeint ist eine besondere, undeutliche und ahnungsvolle Gespanntheit. Sie tritt vor der Ausbildung eines Wahns auf („Wahn ohne Wahnidee“).

## Beschreibung
"Es besteht ein Bedeutungszumessen und Inbeziehungsetzen, Meinen, Vermuten und Erwarten". Daneben entsteht immer eine stark affektive Spannung: die Stimmung der Unheimlichkeit, des Misstrauens, der Angst, des Argwohns, manchmal auch der Gehobenheit und Euphorie. Die Vermutungen sind nur unkonkret. Der Zustand ist ausgesprochen quälend; zum diffusen Bedrohungsgefühl kommt das Unbekannte und nicht zu Deutende. Der Patient kann sich im Mittelpunkt des Geschehens fühlen."In diesem Zustand der vagen Wahnstimmung bedeuten die Dinge schon etwas, aber noch nichts Bestimmtes"(Huber)
Im klassischen Buch der "Allgemeinen Psychopathologie" schreibt Karl Jaspers 1946: "In der Wahnstimmung ist aber immer eben ein Etwas da, wenn auch ganz unklar, der Keim von objektiver Geltung und Bedeutung. Diese allgemeine Wahnstimmung ohne bestimmte Inhalte muss ganz unerträglich sein. Die Kranken leiden entsetzlich, und schon der Gewinn einer bestimmten Vorstellung ist wie eine Erleichterung".

## Beispiele
"Es liegt etwas in der Luft, alles um mich herum ist merkwürdig verändert, alles so seltsam; die Leute machen so ein böses Gesicht, da muss doch was passiert sein, oder?"

## Diagnostik
Das Syndrom wird in der psychiatrischen Untersuchung, im Gespräch zwischen Arzt und Patient, diagnostiziert. Mögliche Bespielfragen: "Haben Sie sich in der letzten Zeit Gedanken gemacht, dass irgendetwas um Sie herum nicht stimmt?" "Haben Sie das Gefühl, es kommt irgendetwas auf Sie zu, dass alles unheimlich ist, sich etwas zusammenbraut?"

## Verlauf
Im Zustand der Wahnstimmung ist der Wahninhalt, meist ein Beeinträchtigungswahn, noch nicht definiert. Der Patient kann deshalb für sein Erleben (noch) keinen Grund angeben. Der Patient versucht in der quälenden Ungewissheit deshalb, sich möglichst Klarheit über das, was geschieht, zu verschaffen. Er möchte das Gefühl der Ungewissheit und des Gemachten mit Bedeutung füllen. Hat er ein (wahnhaftes) Konzept seines Erlebens gefunden, ist die Phase der Wahnstimmung überwunden. Sie dauert eher nur kurz; zum Zeitpunkt der psychiatrischen Untersuchung ist sie meist schon vorbei. Tritt die wahnhafte Überzeugung plötzlich auf, handelt es sich um einen Wahneinfall.
Ein abruptes Herausbrechen von Wahn ohne vorausgehende Wahnstimmung kommt nicht vor (Huber).

## Abgrenzung (Differentialdiagnose)
Bei Derealisation (Entfremdungserleben) wird die Umwelt oder das Zeiterleben als verändert erlebt. Derealisation kann in Wahnstimmung eingebettet sein. Jedoch besteht nicht das Gefühl der ahnungsvollen Unruhe und des Betroffenseins. Bei Ratlosigkeit bestehen ursächlich cognitive Störungen.